# Aichryson
Aichryson là một chi thực vật có hoa trong họ Crassulaceae.